# Cheick Doukouré
Pour les articles homonymes, voir Doukouré.
Ne doit pas être confondu avec Cheik Doukouré.
Cheick Doukouré, né le 11 septembre 1992 à Abidjan, est un footballeur international ivoirien qui évolue au poste de milieu de terrain.

## Biographie
Cheick Doukouré est né le 11 septembre 1992 à Abidjan, d'un père guinéen et d'une mère ivoirienne.

### Formation (1999-2010)
Doukouré grandi dans la ville d'Aubervilliers en banlieue parisienne et rejoint en 1999 le club de la ville, le FCM Aubervilliers. Il intègre en 2007 le FC Lorient en formation avec lequel il passe rapidement professionnel.

### FC Lorient (2010-2014)
Dès le premier match de championnat de la saison 2010-2011 de Ligue 1 contre l'AJ Auxerre, il rentre à la 69ème minute de jeu à la place de Yann Jouffre. Il joue son premier match titulaire avec Lorient face à l'AS Monaco FC lors de la 23ème journée en tant que latéral droit.
De retour au club après son prêt en Lorraine à Épinal en National, le joueur participe à 19 matchs de Ligue 1 et un match de Coupe de France avec le club lors de la saison 2013-2014. Il il marque son premier et unique but avec Lorient lors du match face à l'Olympique lyonnais lors de la 37ème journée du championnat. À l'issue de la saison, le joueur ne prolonge pas avec son club formateur et se retrouve libre de tout contrat.

#### SAS Épinal (2012-2013 en prêt)
Ayant peu de temps de jeu avec le FC Lorient en Ligue 1, le joueur rejoint en prêt le SAS Épinal alors en National pour la saison 2012-2013. Il fait ses débuts avec le club lors de la 4ème journée face à l'US Orléans. Le joueur marque le premier but de sa carrière face au CA Bastia lors de la 21ème journée.

### FC Metz (2014-2017)
Le 20 juin 2014, le joueur signe un contrat de 3 ans avec le FC Metz tout juste promu en Ligue 1 et fraîchement champion de Ligue 2 la saison dernière. Il débute avec le club lors de la 1ère journée du championnat face au LOSC Lille en remplaçant Fadil Sido lors de la deuxième mi-temps. Rapidement titulaire indiscutable et auteur de son premier but avec le club contre le Valenciennes FC la saison suivante en Ligue 2, Doukouré est victime d'une rupture du ligament croisé et rate 25 matchs de championnat, il fait son retour face au Paris FC lors de la 31ème journée de championnat. Alors en fin de contrat la saison prochaine, le joueur prolonge avec le FC Metz en mai 2016 pour deux saisons supplémentaires. Lors de la saison 2016-2017 en Ligue 1, il participe à une saison quasiment complète avec 30 matchs TCC avec Metz (29 matchs de Ligue 1 et un match de Coupe de la Ligue).

### Levante UD (2017-2021)
Le 4 août 2017, le joueur s'engage avec le club espagnol de Levante UD en Liga pour un transfert estimé à 1,6M€ avec 4 saisons de contrat. Il dispute son premier match avec son nouveau club face au Villarreal CF lors de la 1ère journée du championnat en entrant à la place de Enis Bardhi à la 70ème minute de jeu. Il joue son premier match titulaire en Espagne face à l'UD Las Palmas en Liga lors de la 12ème journée et en profite pour marquer son tout premier but sous les couleurs de Levante.
Titulaire durant deux matchs, Doukouré se blesse à l'ischio et reste indisponible durant 4 matchs avant de revenir une nouvelle fois titulaire face au FC Barcelone lors de la 18ème journée. Sa première saison en Espagne se termine mal avec une nouvelle blessure en fin de saison, au genou. Lors de la saison 2018-2019, les problèmes recommence avec une blessure au mollet fin novembre et une nouvelle rupture du ligament croisé qui l'éloigne des terrains régulièrement ne jouant seulement que 12 matchs cette saison là.

#### SD Huesca (2019-2020 en prêt)
Afin de retrouver un peu de temps de jeu après tant de blessures, Doukouré est prêté au SD Huesca en Liga2 pour la saison 2019-2020. À la suite de sa rupture du ligament croisé le joueur ne joueras seulement son premier match avec son club lors de la 32ème journée de championnat face au Málaga CF en entrant à la place de Javi Galán à la 84ème minute de jeu. Une rupture du tendon d'achille stop complètement son passage au SD Huesca avec lequel il ne joueras seulement que 4 matchs. Il remporte tout de même son premier trophée en club avec un titre de champion d'Espagne de deuxième division.

### CD Leganés (2021-2022)
Libre de tout contrat après son passage à Levante marqué par les blessures, Doukouré signe au CD Leganés en Liga2 le 23 juillet 2021 pour une saison (+ une en option). Il fait ses débuts face à la réserve de la Real Sociedad lors de la 1ère journée du championnat en étant titulaire.

### Aris Salonique (2022-2024)
Ayant peu de temps de jeu avec le CD Leganés, le joueur décide de quitter l'Espagne le 29 janvier 2022 pour rejoindre l'Aris Salonique pour deux saisons en Superleague Elláda. Il joue son premier match face à l'Asterad Tripoli en entrant à la 68ème minute à la place de Javier Matilla. Il devient rapidement titulaire dans sa nouvelle équipe et marque son premier but avec cette dernière face au PAOK Salonique sur une passe de Javier Matilla qui permet à son club de remporter la match.
Il dispute ses premiers matchs européens en club lors de la saison suivante avec les barrages d'UEFA Conference-League (éliminé par le Maccabi Tel Aviv FC au 3ème tour).
Ne jouant plus énormément avec son club, Cheick Doukouré quitte ce dernier à l'issue de son contrat le 1er juillet 2024.

### Équipe de France
Le 27 juillet 2008, le jeune Cheick Doukouré âgé alors de 15 ans joue son premier match avec l'Équipe de France U16 face à l'Allemagne U16 en amical en rentrant à la 49ème minute à la place d'Arnaud Souquet.
Il est sélectionné avec l'Équipe de France U18 et dispute son premier match avec ces derniers le 27 octobre 2009 contre le Danemark U18 en amical en rentrant à la 90ème minute à la place de Neeskens Kebano.
Avec l'Équipe de France U19 il joue trois matchs en amical contre la Russie U19, l'Espagne U19 et le Portugal U19. Il participe à l'Euro U19 2011 et joue face à la Slovaquie U19 en entrant en jeu à la place de Loïck Landre.

### Côte d'Ivoire
Il dispute son premier match avec la Côte d'Ivoire le 11 janvier 2015 contre le Nigeria en amical en disputant l'intégralité de la rencontre.
Il remporte en 2015 la Coupe d'Afrique des nations et dispute 3 matchs dans la compétition contre la Guinée, le Cameroun et l'Algérie.
Il participe à la Coupe d'Afrique des nations en 2017 où la Côte d'Ivoire termine 3ème de son groupe.

## Palmarès
SD Huesca
- - Champion de LaLiga SmartBank en 2020

 Équipe de Côte d'Ivoire
- - Vainqueur de la Coupe d'Afrique des nations en 2015